# Virgílio Cardoso de Oliveira
Virgílio Cardoso de Oliveira (Salvador, 15 de dezembro de 1868 — Salvador, 9 de dezembro de 1935) foi um advogado e escritor brasileiro. Um dos sócio-fundados do Instituto Histórico e Geográfico do Pará em 1900.

## Biografia
Segundo o Dicionário Bibliográfico Brasileiro, era "filho de Rodolpho Cardoso de Oliveira e dona Maria Virginia da Motta Cardoso, e irmão de Climério Cardoso de Oliveira, (...) bacharel em direito pela faculdade do Recife, formado em 1889, exerceu a advocacia na cidade de Belém, do Pará, onde foi diretor da Instrução pública e foi chefe da secretaria do interior, justiça e viação".

## Obras
Escreveu:
- Martírio e honra: poemeto. Recife, 1887, 15 págs.
- A morte de Silva Jardim ou o Vesúvio em erupção. Salvador, 1891, 21 págs.
- Rimas: coleção de versos. Manaus, 1893, 81 pags. — Este livro é oferecido a sua mãe e contém 47 composições.
- O juramento: drama em quatro atos e um quadro. Manaus, 1892.
- Breves considerações sobre o art. 19 da lei n. 2 032, de 20 de setembro de 1871, precedidas do parecer do Dr. João Vieira de Araújo. Recife, 1888.
- Os próprios nacionais. Justificação constitucional do direito que aos Estados assiste sobre os antigos proóprios nacionais, apresentada ao Exm. Sr. Dr. José Paes de Carvalho, governador do estado do Pará, etc. Belém, 1898, 23 págs.